# Tarajos sül
A tarajos sül (Hystrix cristata) az emlősök (Mammalia) osztályának rágcsálók (Rodentia) rendjébe, ezen belül a gyalogsülfélék (Hystricidae) családjába tartozó faj.
Az állat a Hystrix emlősnem típusfaja.

## Előfordulása
Észak-Afrikában a Szaharán kívül mindenütt elterjedt. Előfordul Olaszország déli területein és Szicíliában is, ahová valószínűleg az ókori rómaiak vitték magukkal. Lehetséges, hogy Albánia és a volt Jugoszlávia területén is előfordul. Ma a megfelelő búvóhelyet kínáló területeken, bokrokkal borított sziklás lejtőkön, elvadult kertekben vagy a régi mezőgazdasági kultúrák szegélyein meglehetősen elszigetelt állományokban él.

## Megjelenése

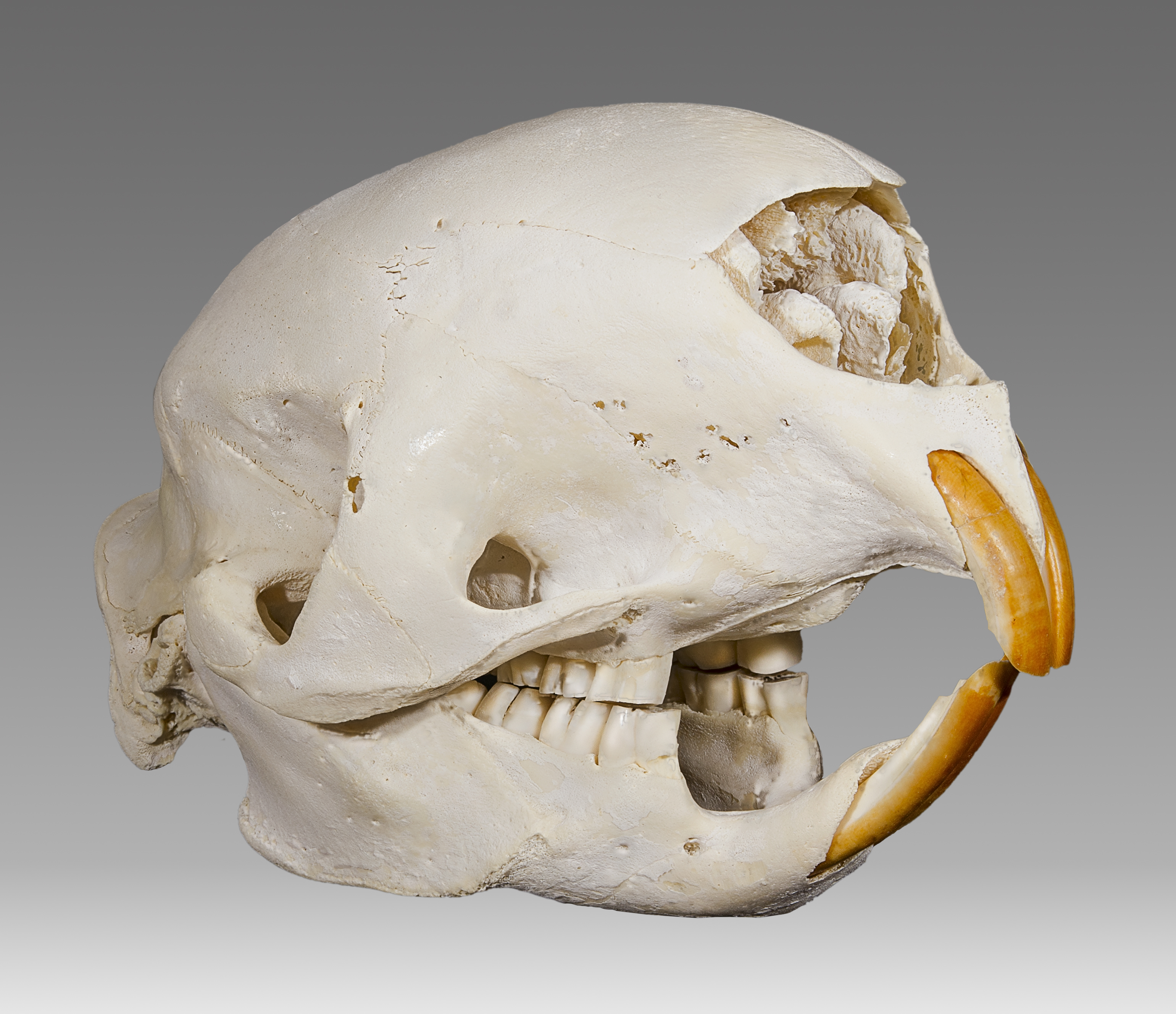
A koponyája

Testhossza 60-93 centiméter, farokhossza 8-17 centiméter és testtömege 10-30 kilogramm. Háta közepétől a farkáig 35 centiméter hosszúságot elérő, fekete-fehér gyűrűs tüskék borítják. A kimeresztett tüskék az állat fején hosszú, tövises tarajt képeznek. Tüskéit védekezésre használja, veszély esetén felmereszti, majd hátrálva támad az ellenségre. A visszahajló horgokkal sűrűn tűzdelt tüskék lazán ülnek az állat bőrében és azonnal leválnak, amint egy másik állat húsával érintkezésbe kerülnek. Az áldozat minden egyes mozdulatára egyre mélyebbre hatolnak testébe a tüskék. A tüskék fájdalmas és gyorsan elgennyesedő sebeket okoznak. Az állat farkán lévő üreges tüskevégződések keltik a sülre jellemző csörgő hangot, amely figyelmeztető jelzésként szolgál. Feje tompa, az orra hegyes, bársonyosan szőrözött; lába és füle rövid. A tarajos sül ezért esetlennek látszik, pedig ügyesen tud szaladni, és jól megbújik a sűrűben is. Ebben nagy segítségére van az, hogy teste kúp alakú. Tüskéi rugalmas köpenyként borítják.

## Életmódja

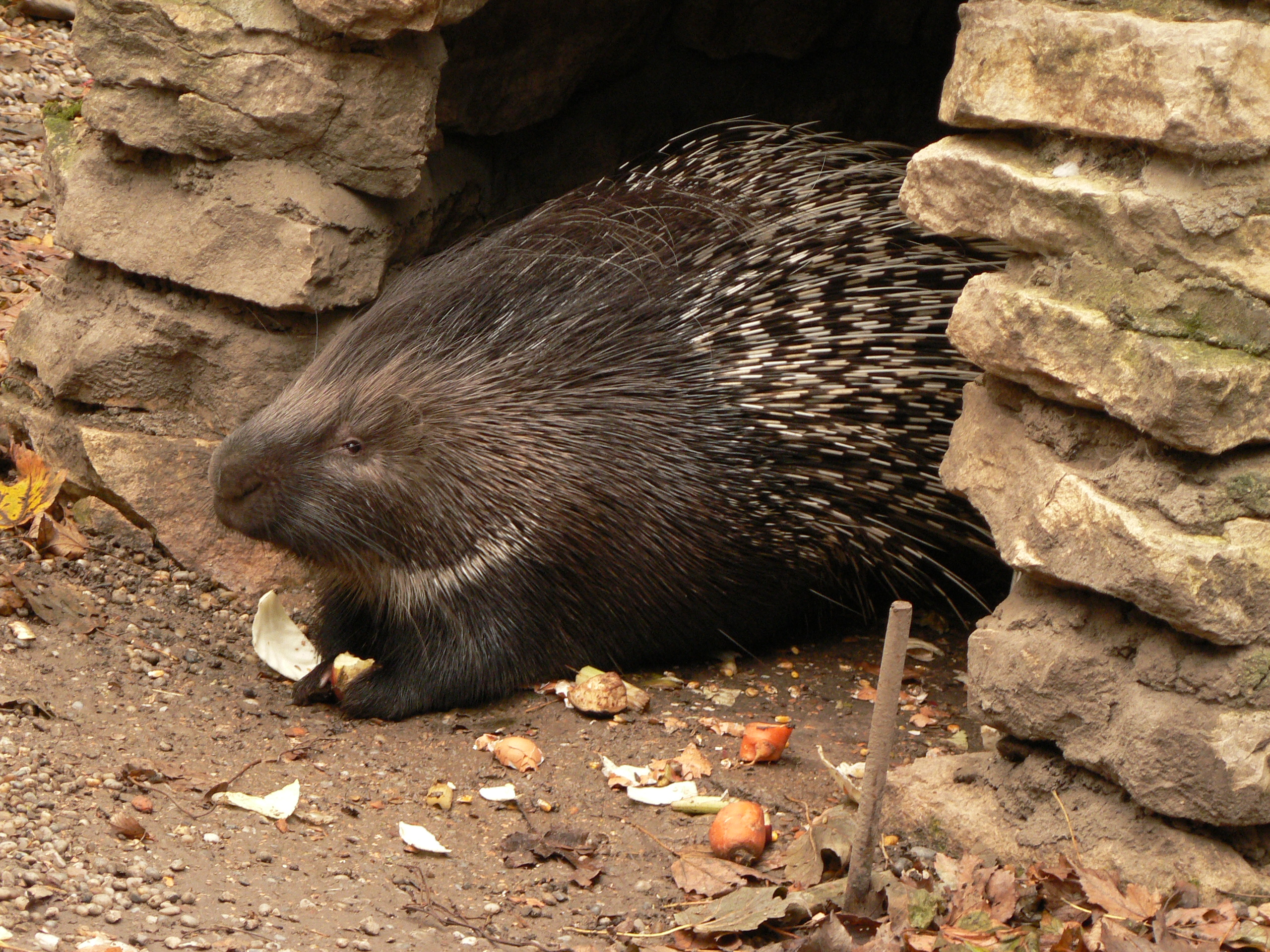
Tarajos sül a veszprémi állatkertben

Magányos életet él, néha párban jár. Éjszakai életű, a nappalt maga ásta üregében tölti, de télen is odahúzódik pihenőre. Nem alszik téli álmot. Az eurázsiai hód után a legnagyobb európai rágcsálónak számító tarajos sül meglepően ügyesen bujkál a sűrűben. Tüskéi miatt nincs sok ellensége. Tápláléka gumók, gyökerek és gyümölcsök, de rovarokat, gyíkokat és békákat is fogyaszt, ha sikerül elkapnia őket. A szabad természetben 12-15 évig, fogságban viszont sokkal tovább él.

## Szaporodása
Az ivarérettséget kétéves korban éri el. Afrikában évente kétszer-háromszor fial, Európában csak egyszer, a tavaszi hónapokban. A vemhesség 95-105 napig tart, ennek végén rendszerint 2-3 kölyök születik. A kicsinyek szeme nyomban nyitva van, testüket finom prém borítja. A fiatalok két hónapos korukban már önállóak.

## Egyéb

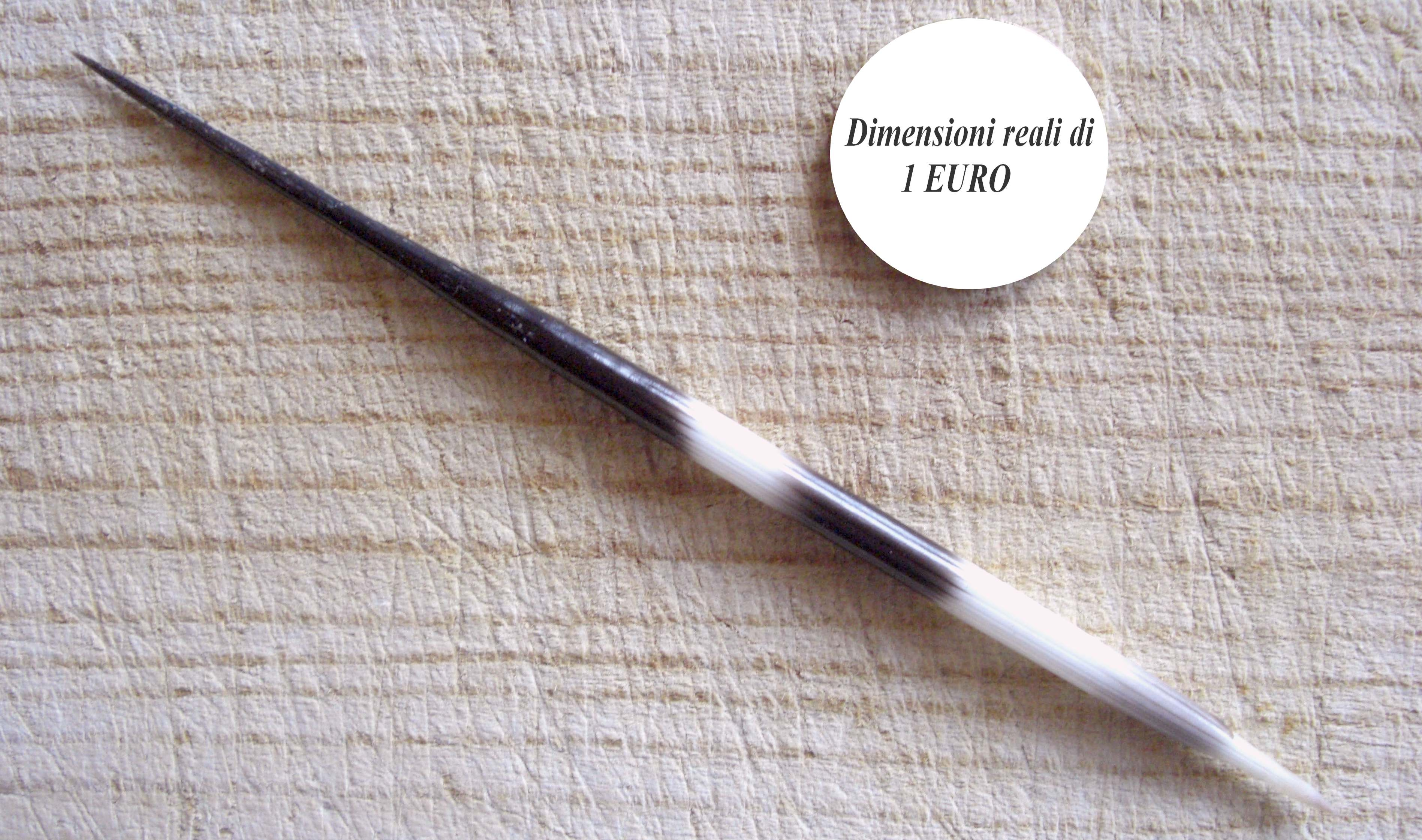
A tüskéje

A régi időkben nagy becsben tartották a tarajos sülöket. Ették húsukat, ami állítólag nagyon ízletes, de sok mindenre felhasználták a tüskéket is. A horgászok például úszóként használták. A tüskék tulajdonképpen megkeményedett szőrszálak. A fiatalok tüskéi természetesen még egészen puhák. A tarajos sül ugyan veszély esetén valamennyire össze tud gömbölyödni, miközben csaknem tüskés golyóvá válik, de ezen a téren a sünnel - amellyel egyébként nem áll rokonságban - nem versenyezhet. A tüskék sokkal inkább konvergens evolúcióra utalnak, a sünök ugyanis a meglehetősen ősi rovarevők, míg a tarajos sül és a többi gyalogsül rágcsáló. Így aztán sokkal közelebbi rokonságban áll a házi egérrel vagy a patkánnyal. Sok találgatásra adtak okot azok a régi híresztelések, miszerint a tarajos sülök képesek arra, hogy tüskéiket nyílként a támadó felé röpítsék, úgy, hogy az mélyen beleáll annak húsába vagy akár egy deszkába is. Való igaz, ha az állat csörögve, zörögve rázza tüskéit, a lazán álló tüskék kirepülhetnek, és eltalálhatják az ellenséget. Nem lehet szó azonban célzott „lövés”-ről, sokkal inkább találomra történő „tüskedobálás”-ról, amely azért néha célba talál.

## Állatkertekben
Állatkertekben elterjedt faj. Magyarországon a Nyíregyházi Állatparkban, a Miskolci Állatkert és Kultúrparkban, a Debreceni Állatkertben, a Kecskeméti Vadaskertben, a Pécsi ,Állatkertben, a Győri Állatkertben, és a Jászberényi Állatkertben tartanak tarajos sült.